# Новое Видение
«Новое Видение» (англ. Behold… The Vision!) — четырнадцатый эпизод второго сезона американского мультсериала «Мстители: Величайшие герои Земли».

## Сюжет
Вижен проникает на фабрику оружия Икс и, расправившись с солдатами, забирает адамантий. Далее он собирается посетить особняк Мстителей. Тем временем Капитан Америка, Тор и Соколиный глаз навещают Чёрную пантеру в Ваканде. Кэп просит Т’Чаллу починить его щит и вернуться в команду. Король Ваканды обещает лишь первое. Оса и Джейн Фостер сидят в особняке и смотрят фильм ужасов. Медик перевязывает Осе руку, обсуждая Тора. Из телевизора вылазит Вижен и требует сказать, где находится щит Капитана Америка. Оса не отвечает, и злодей хватает её. Джейн просит отпустить подругу, рассказывая, что щит в Ваканде. Вижен обрушивает на них комнату и уходит, отправляясь в Африку на квинжете Мстителей. Т’Чалла объясняет друзьям, как будет чинить щит: с помощью звуковых волн вибраниума. Соколиный глаз хочет вызвать его на поединок, чтобы завладеть троном Ваканды, но девушка из Дора Миладже вырубает его, так как он неправильно сделал вызов. Героям сообщают о приближении квинжета. Все направляются туда.
Тор заходит в квинжет, но никого не видит, однако из стен вылетает Вижен и атакует его. Он справляется со остальными Мстителями и движется в джунгли. Мстители и вакандийцы следуют за ним. Он оценивает угрозу и решает нейтрализовать всех. Разобравшись с солдатами Ваканды, он побеждает Мстителей. Тор злится и летит выпускать молнии, но Вижена это не беспокоит, и он продолжает свой путь. Тем временем Джейн Фостер приходит в себя в особняке и надеется, что её подруга Оса выжила. Чёрная пантера предполагает, что Вижен пошёл в шахты с вибраниумом, и герои идут туда. Настигнув злодея и слушая его речь, Т’Чалла обнаруживает, что это робот. Вижен снова одолевает Мстителей и обрушивает на них шахту, покидая её с добытым вибраниумом. Узнав о местоположении щита, он прибывает на арену королей Ваканды и сталкивается с Соколиным глазом, которого предупредила пришедшая в себя Оса. Вижен довольно легко побеждает Клинта, уничтожив его лук, и собирается забрать щит. Выбравшиеся из-под обломков Мстители догоняют его. Кэп и Тор отвлекают робота, а Чёрная пантера включает машину кузницы, и когда Вижен пытается взять щит, то звуковые волны вибраниума расплавляют его руку, и он теряет контроль над плотностью. Щит починен, и Т’Чалла бросает его Кэпу. Пользуясь моментом, Мстители одолевают робота, и он, оценив низкую вероятность успеха, прерывает миссию и отступает. Герои радуются победе, а Оса предупреждает Джейн Фостер об опасности романа с супергероем. Вижен возвращается на базу к своему создателю, Альтрону. Последний разочаровывается в своём творении, но говорит, что благодаря чистому адамантию, который Вижен принёс, он станет неразрушимым, и его никто не сможет остановить.

## Отзывы
Джесс Шедин из IGN поставил серии оценку 7,5 из 10 и написал, что «сцены битвы с Виженком легко стали изюминкой эпизода». Критик посчитал, что «в этой серии в целом хорошо проработана динамика между различными персонажами», особенно отмечая попытки Соколиного глаза сразиться с Чёрной пантерой за власть. С другой стороны рецензент раскритиковал второстепенный сюжет про Осу и Джейн Фостер, написав, что «сценаристы недостаточно сосредоточились на персонажах, чтобы оправдать их включение [в эпизод]». В конце Шедин сказал, что «в любом случае „Новое Видение“ — забавный эпизод, который образовал новый, более сложный конфликт и помог Мстителям вернуться в рабочее русло».

### Комментарии
1. ↑  В русском дубляже — Ви́дение
2. ↑  В русском дубляже — У́льтрон